# 응우옌 주
광남국(Quảng Nam Quốc, 廣南國, 1558년 – 1802년)은 베트남의 후 레 왕조 중기 ~ 후기에서 중신이었던 광남완씨가 현재 베트남 중부에 구축한 반독립 국가이다. 완씨광남국(阮氏廣南國) 또는 완남조(阮南朝)라고도 불린다.

## 개요
후레왕조 중기 막등용(莫登庸, Mạc Đăng Dung)이 찬탈 왕조 막 왕조를 열자 후레왕조의 중신이었던 정씨(鄭氏)와 완씨는 왕조 수복을 위한 군사를 일으켰다. 그러나 수복군 내에서 정씨가 권력을 전횡하면서, 완씨는 남쪽으로 밀려나 사실상 남부의 왕으로 200년에 걸쳐 이 지역을 장악하였다. 이렇게 반 독립국이 된 것이 광난국이다. 당시의 백성들은 당쫑(Đàng Trong /塘中), 외국에서는 광남(廣南)이라고 불렀다. 겉으로는 후 레 왕조를 따르면서 독자적인 황제 연호를 쓰지는 않았지만, 황제를 옹립한 정씨와 여러 차례 전쟁을 벌였고, 주변국에서 사실상 독립 국가로 취급받았다. 그들의 장기에 걸친 남부 지배는 참파와 캄보디아에 대한 베트남의 남진을 추진했다.
광남국 자체는 18세기 말에 멸망하지만 후예인 완복영(阮福暎)이 이후 베트남 마지막 왕조 응우옌 왕조를 세웠다 때문에 광남완씨 일족은 후세에 많은 시호를 얻었다.

## 같이 보기
- 응우옌 왕조

| 대수   | 묘호                              | 시호 | 작호                        | 칭호                            | 성명                                                  | 생존기간        | 재위기간        | 능호                |
| ------ | --------------------------------- | --- | --------------------------- | ------------------------------- | ----------------------------------------------------- | --------------- | --------------- | ------------------- |
| -      | -                                 | - | 소광후 (昭光侯)             | -                               | 응우옌쯔 (Nguyễn Trừ / 阮儲 / 완저)                   | ? ~ ?           | ? ~ ?           | -                   |
| -      | -                                 | - | 굉국공 (宏國公)             | -                               | 응우옌꽁주언 (Nguyễn Công Duẩn / 阮公笋 / 완공순)     | 1404년 ~ ?      | ? ~ ?           | -                   |
| -      | -                                 | - | 부군공 (副郡公)             | -                               | 응우옌니으짝 (Nguyễn Như Trác / 阮如琢 / 완여탁)      | 1428년 ~ ?      | ? ~ ?           | -                   |
| -      | -                                 | 징국공 (澄國公) (?년 응우옌호앙) | 징국공 (澄國公)             | -                               | 응우옌반르우 (Nguyễn Văn Lưu / 阮文溜 / 완문류)       | ? ~ 1518년      | 1509년 ~ 1518년 | 징국공묘 (澄國公廟) |
| (추존) | -                                 | 혜철현우굉휴제세위적소훈정왕 (惠哲顯祐宏休濟世偉績昭勳靖王) (응우옌호앙) 이모수유흠공혜철현우굉휴제세위적소훈정왕 (貽謀垂裕欽恭惠哲顯祐宏休濟世偉績昭勳靖王) (1744년 응우옌푹코앗)                | 소훈정공 (昭勳靖公)         | -                               | 응우옌낌 (Nguyễn Kim / 阮淦 / 완감)                   | 1468년 ~ 1545년 | -               | -                   |
| 1      | 열조 (烈祖) (1744년 응우옌푹코앗) | 근의달리현응소우요령가유왕 (謹義達理顯應昭祐耀靈嘉裕王) (응우옌푹응우옌) 조기수통흠명공의근의달리현응소우요령가유태왕 (肇基垂統欽明恭懿謹義達理顯應昭祐耀靈嘉裕太王) (1744년 응우옌푹코앗)        | 단국공 (端國公)             | 선주 (仙主)                     | 응우옌호앙 (Nguyễn Hoàng / 阮潢 / 완황)               | 1525년 ~ 1613년 | 1558년 ~ 1613년 | -                   |
| 2      | 선조 (宣祖) (1744년 응우옌푹코앗) | 대도통진남방총국정익선수유서양왕 (大都統鎭南方總國政翼善綏猷瑞陽王) (1635년 응우옌푹란) 현모광열온공명예익선수유효문왕 (顯謨光烈溫恭明睿翼善綏猷孝文王) (1744년 응우옌푹코앗)                     | 서국공 (瑞國公)             | 불주 (佛主)                     | 응우옌푹응우옌 (Nguyễn Phúc Nguyên / 阮福源 / 완복원) | 1563년 ~ 1635년 | 1613년 ~ 1635년 | -                   |
| 3      | 신조 (神祖) (1744년 응우옌푹코앗) | 대원수통솔순화광남등처장국정위단신무인소왕 (大元帥統率順化廣南等處掌國政威斷神武仁昭王) (1648년 응우옌푹떤) 승기찬통강명웅의위단영무효소왕 (承基纘統剛明雄毅威斷英武孝昭王) (1744년 응우옌푹코앗) | 인군공 (仁郡公)             | 상주 (上主)                     | 응우옌푹란 (Nguyễn Phúc Lan / 阮福瀾 / 완복란)        | 1601년 ~ 1648년 | 1635년 ~ 1648년 | -                   |
| 4      | 의조 (毅祖) (1744년 응우옌푹코앗) | 대원수총국정공고덕후용철왕 (大元帥總國政功高德厚勇哲王) (1687년 응우옌푹타이) 선위건무영명장정성덕신공효철왕 (宣威建武英明莊正聖德神功孝哲王) (1744년 응우옌푹코앗)                               | 용국공 (勇國公)             | 현주 (賢主)                     | 응우옌푹떤 (Nguyễn Phúc Tần / 阮福瀕 / 완복빈)        | 1620년 ~ 1687년 | 1648년 ~ 1687년 | -                   |
| 5      | -                                 | 대원수총국정소휴찬업홍의왕 (大元帥總國政紹休纂業弘義王) (1691년 응우옌푹쭈) 소유찬업관홍박후온혜자상효의왕 (紹休纂業寬洪博厚溫惠慈祥孝義王) (1744년 응우옌푹코앗)                                 | 홍국공 (弘國公)             | 의주 (義主)                     | 응우옌푹타이 (Nguyễn Phúc Thái / 阮福溙 / 완복태)     | 1650년 ~ 1691년 | 1687년 ~ 1691년 | -                   |
| 6      | -                                 | 도원수총국정관자인서조명왕 (都元帥總國政寬慈仁恕祚明王) (1725년 응우옌푹쭈) 영모웅략성문선달관유인서효명왕 (英謨雄略聖文宣達寬慈仁恕孝明王) (1744년 응우옌푹코앗)                                 | 조국공 (祚國公)             | 국주 (國主) 천종도인 (天縱道人) | 응우옌푹쭈 (Nguyễn Phúc Chu / 阮福淍 / 완복주)        | 1675년 ~ 1725년 | 1691년 ~ 1725년 | -                   |
| 7      | -                                 | 대도통총국정선광소렬정녕왕 (大都統總國政宣光紹烈鼎寧王) (1738년 응우옌푹코앗) 선광소렬준철정연경문위무효령왕 (宣光紹烈濬哲靜淵經文緯武孝寧王) (1744년 응우옌푹코앗)                               | 정국공 (鼎國公)             | 운천도인 (雲泉道人)             | 응우옌푹쭈 (Nguyễn Phúc Chú / 阮福澍 / 완복주)        | 1697년 ~ 1738년 | 1725년 ~ 1738년 | -                   |
| 8      | -                                 | 건강위단신의성유인자예지효무왕 (乾剛威斷神毅聖猷仁慈睿智孝武王) (1765년 응우옌푹투언) | 효국공 (曉國公) 국왕 (國王) | 자제도인 (慈濟道人)             | 응우옌푹코앗 (Nguyễn Phúc Khoát / 阮福濶 / 완복활)    | 1714년 ~ 1765년 | 1738년 ~ 1765년 | -                   |
| 9      | -                                 | 총명관후영민혜화효정왕 (聰明寬厚英敏惠和孝定王) (1778년 응우옌푹아인) | 국왕 (國王)                 | 경부도인 (慶暊道人)             | 응우옌푹투언 (Nguyễn Phúc Thuần / 阮福淳 / 완복순)    | 1754년 ~ 177년  | 1765년 ~ 1776년 | -                   |
| (추존) | -                                 | 효선왕 (孝宣王) (응우옌푹아인) 예철온양영예명달선왕 (濬哲溫良英睿明達宣王) (1804년 응우옌푹아인)                                                                                                  | -                           | -                               | 응우옌푹하오 (Nguyễn Phúc Hạo / 阮福昊 / 완복호)      | 1739년 ~ 1760년 | -               | 선왕릉 (宣王陵)     |
| 10     | -                                 | 효혜왕 (孝惠王) (응우옌푹아인) 공민영단현묵위문목왕 (恭敏英斷玄默偉文穆王) (1804년 응우옌푹아인)                                                                                                  | -                           | 신정왕 (新政王)                 | 응우옌푹즈엉 (Nguyễn Phúc Dương / 阮福暘 / 완복양)    | ? ~ 1777년      | 1776년 ~ 1777년 | 목왕릉 (穆王陵)     |
| (추존) | -                                 | 자상담박관유온화효강왕 (慈祥澹泊寬裕溫和孝康王) (1778년 응우옌푹아인) | -                           | -                               | 응우옌푹루언 (Nguyễn Phúc Luân / 阮福㫻 / 완복곤)     | 1733년 ~ 1765년 | -               | -                   |
| (임시) | -                                 | - | 대원수섭국정 (大元帥攝國政) | -                               | 응우옌푹아인 (Nguyễn Phúc Ánh / 阮福映 / 완복영)      | 1762년 ~ 1820년 | 1778년 ~ 1779년 | -                   |
| 11     | -                                 | - | 국왕 (國王)                 | -                               | 응우옌푹아인 (Nguyễn Phúc Ánh / 阮福映 / 완복영)      | 1762년 ~ 1820년 | 1780년 ~ 1806년 | -                   |

1. ↑  레 왕조 후작
2. 1 2 3  레 왕조 공작